# 오송생명과학단지지원센터
오송생명과학단지지원센터(五松生命科學團地支援센터)는 오송생명과학단지의 지원 및 관리에 관한 사무를 관장하는 대한민국 보건복지부의 소속기관이다. 2011년 12월 30일 발족하였으며, 충청북도 청주시 흥덕구 오송읍 오송생명2로 187에 위치하고 있다. 센터장은 부이사관·서기관 또는 기술서기관으로 보한다. 발족 당시, 필요한 인력은 식품의약품안전청과 질병관리본부 등에서 이체토록 했다.

## 직무
- 오송생명과학단지의 관리계획 수립, 청사 관리·방호 및 입주기관 지원에 관한 사항
- 오송생명과학단지의 증축·개축, 청사·연구시설물의 유지·보수 및 관리에 관한 사항

## 연혁
- 2011년 12월 30일: 오송생명과학단지지원센터 설치.

## 조직

### 센터장
- 지원총괄팀[2]
- 시설관리팀[2]

## 같이 보기
- 오송생명과학단지
- 오송보건의료행정타운